# Argentinas Grand Prix 1977
Argentinas Grand Prix 1977 var det första av 17 lopp ingående i formel 1-VM 1977. 

## Resultat
1. Jody Scheckter, Wolf-Ford, 9 poäng
2. Carlos Pace, Brabham-Alfa Romeo, 6
3. Carlos Reutemann, Ferrari, 4
4. Emerson Fittipaldi, Fittipaldi-Ford, 3
5. Mario Andretti, Lotus-Ford (varv 51, hjullager), 2
6. Clay Regazzoni, Ensign-Ford, 1
7. Vittorio Brambilla, Surtees-Ford (varv 48, bränslebrist)

### Förare som bröt loppet
- Ian Scheckter, March-Ford (varv 45, elsystem)
- Tom Pryce, Shadow-Ford (45, för få varv)
- John Watson, Brabham-Alfa Romeo (41 Suspension
- Alex Ribeiro, March-Ford (39, transmission)
- Jacques Laffite, Ligier-Matra (37, för få varv)
- Patrick Depailler, Tyrrell-Ford (32, överhettning)
- James Hunt, McLaren-Ford (31, upphängning)
- Jochen Mass, McLaren-Ford (28, snurrade av)
- Ronnie Peterson, Tyrrell-Ford (28, snurrade av)
- Ingo Hoffman, Fittipaldi-Ford (22, motor)
- Niki Lauda, Ferrari (20, bränslesystem)
- Hans Binder, Surtees-Ford (18, olycka)
- Renzo Zorzi, Shadow-Ford (2, växellåda)

### Förare som ej startade
- Gunnar Nilsson, Lotus-Ford (Bilen övertogs av Mario Andretti efter att dennes bil hade skadats av en exploderande brandsläckare under morgonens uppvärmningsvarv)